# Peripheral Component Interconnect

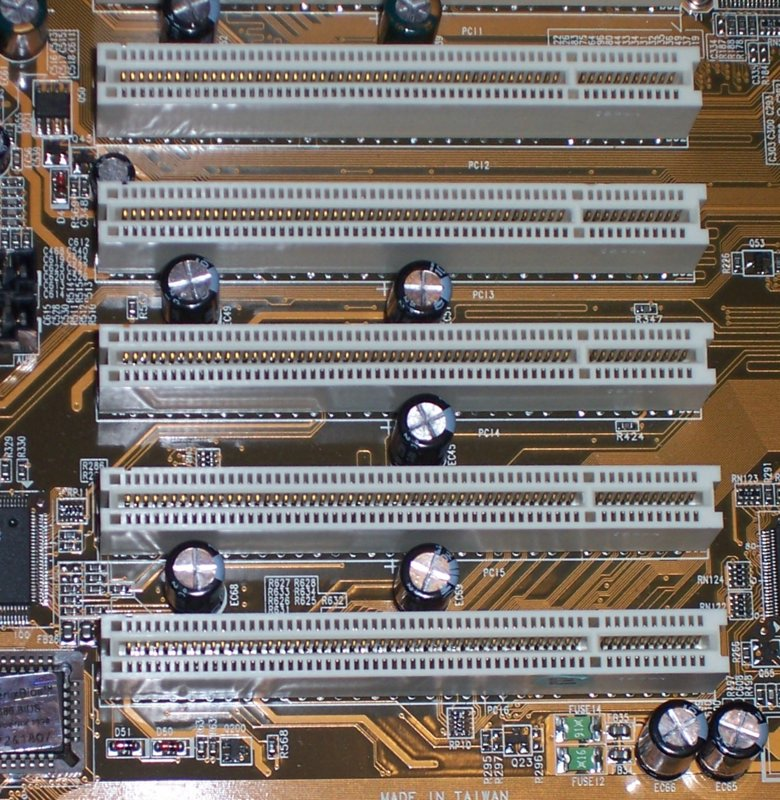
PCI-sleuven op een moederbord zijn meestal wit.

De Peripheral Component Interconnect-bus of PCI-bus is een uitbreidingssleuf die zich op een moederbord in de computer bevindt. De sleuven kunnen worden gebruikt voor insteekkaarten zoals geluidskaarten, netwerkkaarten, RAID-controllers, televisiekaarten en videokaarten (grafische kaarten). 

## Geschiedenis
PCI is de opvolger van de ISA-bus, die in de eerste IBM-PC geïntroduceerd werd.
In de loop der jaren voldeed de ISA-bus niet meer aan de gestegen eisen en werd door fabrikanten aan alternatieven gewerkt. Zo introduceerde IBM de MCA-bus. De industrie weigerde hier echter licentiegelden voor neer te tellen. In reactie hierop ontwikkelde Compaq de EISA-bus. Toen ook deze bus niet echt aansloeg verschenen nog de OPTi local-bus en de VESA Local Bus. Uiteindelijk schiep Intel orde in de chaos en introduceerde de PCI-bus.
Behalve een hogere snelheid bood de PCI-bus nog meer voordelen ten opzichte van de ISA-bus, onder andere een centrale configuratie, plug-and-play, en busmastering in plaats van de primitievere DMA-kanalen.
Sinds 2006 wordt PCI steeds minder gebruikt omdat zijn opvolgers, PCI-Express (PCIe) en PCI-X, hun opkomst maken. Deze hebben snellere transferrates en zijn dus geschikter voor zware grafische toepassingen.
PCI-Express wordt voornamelijk gebruikt in pc's, terwijl PCI-X gemaakt is voor servers en werkstations.
Daarnaast is voor videokaarten de snellere AGP-kaart een alternatief voor een PCI-kaart. De AGP-kaart wordt anno 2023 niet meer gebruikt in geavanceerde systemen.